# Comitatul Armstrong, Texas
Comitatul Armstrong, conform originalului din engleză, Armstrong County, este unul din cele 254 de comitate ale statului american Texas. Sediul comitatului, care a fost înființat în 1876 din comitatul Bexar, este localitatea Claude, care este totodată și cea mai populată localitate din comitat. Comitatul a fost numit în onoarea uneia din familiile Armstrong, pioniere ale așezării pe aceste meleaguri, deși nu este clar pentru care dintre ele.
Comitatul Armstrong este unul din cele 30 de comitate uscate (unde există prohibiție alcoolică) din statul Texas.
Tom Blasingame, cel mai în vârstă cowboy din întreaga istorie a Vestului american, a trăit și locuit în comitatul Armstrong, ocupându-se întraga sa viață de creșterea vitelor, în special în JA Ranch.

## Geografie
Conform datelor deținute de United States Census Bureau, comitatul are o suprafață totală de 2.367 km² (sau de 914 mi²), dintre care 2.366 km² (sau 913.6 mi²) reprezintă uscat, iar restul de 1 km² (sau 0.4 mi²), adică 0,02%, este apă.

## Demografie
|  | Graficele sunt indisponibile din cauza unor probleme tehnice. Mai multe informații se găsesc la Phabricator și la wiki-ul MediaWiki. |

Date: Wikidata - grafică realizată de Wikipedia

## Localități și comunități

### Oraș
- Claude - sediul comitatului și unicul oraș

## Townships / Districte
Township este o diviziune administrativă din țările de limbă engleză ce corespunde cu subdiviziunea administrativă a plășilor din România interbelică.